# ريان كينغ (لاعب كرة قدم كندية)
ريان كينغ (بالإنجليزية: Ryan King)‏ هو لاعب كرة قدم كندية أسترالي، ولد في 21 أبريل 1988 في سيدني في أستراليا.